# 佐野和真
佐野 和真（さの かずま、1989年4月28日 - ）は、日本の俳優である。
神奈川県出身。スターダストプロモーション芸能3部所属。

## 略歴
中学校3年生の時、渋谷駅でのスカウトを契機にデビュー。スターダストプロモーション所属の若手俳優で結成されたダンスユニット「Jamming Flow」の元メンバーである。
2007年3月、TBS系列で放映された愛の劇場『砂時計』でヒロイン 杏の恋人である北村大悟（中高生時代）役を演じ、同年7月には同じTBS系列で放映されたドラマ『肩ごしの恋人』に出演。2010年、『音楽人』で初の映画主演。
オフィシャルブログは、2008年1月に窪田正孝とともに「改造計画」の名称で開設。途中松岡佑季も加わって「改造劇」の名称となったが、3人の共同ブログは2014年11月5日一杯で終了した。

## 人物
趣味はバスケットボール。特技は水泳。
身長174cm。血液型A型。

## 出演

### テレビドラマ

#### 連続
- 大好き!五つ子Go!!（2005年7月18日 - 9月1日、TBS） - 柴原隼人 役
- 偽りの花園 第53話 - 最終話（2006年6月14日 - 30日、東海テレビ・フジテレビ系） - 早瀬川進一 役
- 愛の劇場 砂時計（2007年3月12日 - 6月1日、TBS） - 北村大悟（中高生時代） 役
- 肩ごしの恋人（2007年7月5日 - 9月6日、TBS） - 秋山崇 役
- フルスイング（2008年1月19日 - 2月23日、NHK総合） - 佐伯悠 役
- オトメン（乙男）〜夏〜（2009年8月1日 - 9月26日、フジテレビ） - 橘充太 役
  - オトメン（乙男）〜秋〜（2009年10月13日 - 11月3日）
- ハンマーセッション!（2010年7月10日 - 9月18日、TBS） - 藤井圭介 役
- さくら心中 第32話 - 最終話（2011年2月17日 - 4月8日、東海テレビ・フジテレビ系） - 押川陸雄 役
- 鈴子の恋（2012年1月5日 - 3月30日、東海テレビ・フジテレビ系） - 春夫 役
- ぼくの夏休み 第26話 - 第42話（2012年8月6日 - 8月28日、東海テレビ・フジテレビ系） - 上条栄次郎 役
- 家族狩り 第3話・第6話・最終話（2014年7月18日・8月8日・9月5日、TBS） - 石倉鉄哉 役
- ほっとけない魔女たち 第26話 - 第44話（2014年10月6日 - 31日、東海テレビ・フジテレビ系） - 神崎拓馬 役
- 連続ドラマW 予告犯 -THE PAIN-（2015年6月7日 - 7月5日、WOWOW） - 小手川 役
- マジすか学園5（2015年8月25日 - 10月27日、日本テレビ *3話以降Hulu） - 宮崎 役
- 螻蛄（疫病神シリーズ）（2016年2月19日 - 3月18日、BSスカパー!） - 木下研介 役
- バウンサー（2017年4月14日 - 6月23日、BSスカパー!） - 浜崎龍男 役[2]
- 連続ドラマW セイレーンの懺悔（2020年10月18日 - 11月8日、WOWOW） - 加藤映司 役[3]
- クールドジ男子（2023年4月15日 - 7月1日、テレビ東京） - 四季爽太 役[4]
- 連続ドラマW 怪物（2025年7月6日 - 、WOWOW） -  柳辰夫（青年期） 役
- DOPE 麻薬取締部特捜課（2025年7月4日 - 、TBS） - 本郷壮一 役[5][6]

#### ゲスト出演
- 花より男子 第1話（2005年10月21日、TBS） - きもとたかゆき 役
- 恋する日曜日 第3シリーズ 第5話「またあえる日まで」（2007年2月3日、BS-i） - 甲斐弘之 役
- NEW TYPE 〜ただ、愛のために〜 第1話「神になれなかった者たちよ」（2008年3月28日、TBS） - 秋山和博 役
- 東京少女山下リオ 第3話「さよならスケッチ」（2008年4月19日、BS-i） - 記憶喪失の青年 役
- Around40〜注文の多いオンナたち〜 最終話（2008年6月20日、TBS） - 大橋貞夫（回想） 役
- ミッドナイト☆ドラマ 藤子・F・不二雄のパラレル・スペース 第5話「征地球論」（2008年11月28日、WOWOW） - 美咲の恋人 役
- 東京少女福永マリカ 第3話「会いたい」（2008年12月20日、BS-i） - イケメン店員・友弥 役
- ケータイ捜査官7 第36話・第37話（2009年1月14日・21日、テレビ東京） - 大江達郎（タツロー） 役
- ゴッドハンド輝 第3話（2009年4月25日、TBS） - 矢口稔彦 役
- インディゴの夜 第58話 - 第61話（2010年3月26日 - 31日、東海テレビ・フジテレビ系） - 村上和馬（和也） 役
- タンブリング 第8話・第9話（2010年6月5日・12日、TBS） - 矢代孝一 役
- 桜からの手紙 〜AKB48 それぞれの卒業物語〜 第8話・第15話（2011年3月1日・5日、日本テレビ） - 内藤正 役
- 遺留捜査 第4話（2011年5月4日、テレビ朝日） - 田岡耕治 役
- 白戸修の事件簿 第3話・第4話（2012年2月11日・18日、TBS） - 清水洋 役
- 私立バカレア高校 第10話 - 最終話（2012年6月17日 - 7月1日、日本テレビ） - 本郷仁 役
- ビギナーズ! 第3話（2012年7月26日、TBS） - 向井秀樹 役
- 大人番組リーグ お先にどうぞ 餃子編（2012年11月25日、WOWOW）
- スイッチガール!! 2 第6話 - 最終話（2013年1月11日 - 25日、フジテレビTWO） - 湊 役
- BAD BOYS J 第6話 - 第8話（2013年5月12日 - 26日、日本テレビ） - 野村豊 役
- 刑事110キロ 第7話（2013年6月6日、テレビ朝日） - 新庄 役
- 青山ワンセグ開発 三つの告白 第3話「初恋」（2013年10月18日、NHK Eテレ）
- SHARK 第1話（2014年1月12日、日本テレビ） - BLACK DOGのリーダー・向井 役
- 連続ドラマＷ 血の轍 第2話（2014年1月26日、WOWOW） - 上杉保 役
- 東京特許許可局 特許審査14（2014年9月8日、NHK Eテレ） - 明智光彦 役
- 吉原裏同心 第11回（2014年9月11日、NHK総合） - 溝呂木忠也 役
- 黒服物語 第1話（2014年10月24日、テレビ朝日） - ヒデト 役
- 青山ワンセグ開発 人間観察ミーティングドラマ ただいま会議中 議題4 - 議題6（2015年2月16日 - 3月2日、NHK Eテレ） - 櫻井（ギター） 役
- 破門（疫病神シリーズ） 第7話・最終話（2015年2月27日・3月6日、BSスカパー!） - 木下研介 役
- オンナミチ 第5話（2015年9月1日、NHK BSプレミアム） - 山口梨花（32）の弟 役
- 山本周五郎人情時代劇 第三話「釣忍」（2015年11月3日、BSジャパン） - 定次郎 役
- 時をかける少女 第1話・第2話（2016年7月9日・16日、日本テレビ） - 赤木龍 役
- アイドル×戦士 ミラクルちゅーんず! 第8話（2017年5月21日、テレビ東京） - 馬場樹 役
- 山本周五郎時代劇 武士の魂 第十話「砦山の十七日」（2017年8月15日、BSジャパン） - 藤井功之助 役
- 大河ファンタジー「精霊の守り人 最終章」 第4回 - 第6回（2017年12月16日 - 2018年1月6日、NHK総合） - ダーグ 役
- きみが心に棲みついた 第2話（2018年1月23日、TBS） - 飯田の元カレ 役
- 家政夫のミタゾノ 第4話（2019年5月10日、テレビ朝日） - 谷口晴樹 役
- ランチ合コン探偵〜恋とグルメと謎解きと〜 第1話（2020年1月9日、読売テレビ・日本テレビ系） - 築山亮介 役[7]
- CODE1515 第3話（2020年5月25日、BSフジ） - 山下健斗 役
- 江戸モアゼル〜令和で恋、いたしんす。〜 第4話（2021年1月28日、読売テレビ・日本テレビ系） - 宮田尊 役
- WOWOWオリジナルドラマ 世にも奇妙な君物語 第1話「シェアハウさない」（2021年3月6日、WOWOW） - 章大 役
- 最高のオバハン 中島ハルコ 第3話・第4話（2021年4月24日・5月1日、東海テレビ・フジテレビ系） - 山口翔太 役[8]
- ポップUP!ドラマ 昼上がりのオンナたち～ワタシの選択～ 第1話「情と愛情の分岐点」（2022年9月9日、フジテレビ） - 森岡拓実 役

#### 2時間・単発ドラマ
- 土曜ワイド劇場→ミステリースペシャル→日曜プライム 法医学教室の事件ファイル 21〜47（2005年 - 2020年、テレビ朝日） - 二宮愛介 役
- 怪談新耳袋スペシャル 右「牛おんな」（2007年7月7日、BS-i） - 森本泰史 役
- 東京少女 セピア編 「新聞少女」（2008年2月17日、BS-i）
- ガリレオΦ（2008年10月4日、フジテレビ） - 草薙俊平（学生時代） 役
- 怪談新耳袋スペシャル うしろ「記憶」（2009年7月9日、BS-TBS） - 信吾 役
- スペシャルドラマ 明日をあきらめない…がれきの中の新聞社〜河北新報のいちばん長い日〜（2012年3月4日、テレビ東京） - 中島大夢 役
- 世にも奇妙な物語 2012 秋の特別編「相席の恋人」（2012年10月6日、フジテレビ） - 今藤良樹 役
- 星新一ミステリーSP「華やかな三つの願い」（2014年2月15日、フジテレビ） - ヒモ彼 役
- プレミアムドラマ お父さんは高校生（2014年3月16日、NHK BSプレミアム） - 石川学 役
- 月曜ゴールデン 世田谷駐在刑事2（2014年4月7日、TBS） - 三島真吾 役
- 水曜ミステリー9 最強の法廷 裁判官桜子と10人の評決（2015年1月14日、テレビ東京） - 青木健一 役
- 月曜プレミア8 冤罪犯（2021年8月30日、テレビ東京） - 新座俊成 役

### 映画
- 博士の愛した数式（2006年1月21日公開、アスミック・エース）
- 赤い文化住宅の初子（2007年5月12日公開、スローラーナー） - 三島 役
- 東京少女（2008年2月23日公開、エム・エフボックス） - 宮田時次郎 役
- イキガミ（2008年9月27日公開、東宝） - 滝沢直樹 役
- ニュータイプ ただ、愛のために（2008年11月22日公開、エム・エフボックス） - 秋山和博 役
- 女の子ものがたり（2009年8月29日公開、エイベックス・エンタテインメント / IMJエンタテインメント） - しん 役
- 矢島美容室 THE MOVIE 〜夢をつかまネバダ〜（2010年4月29日公開、松竹） - ケン 役
- 音楽人（2010年5月15日公開、Thanks Lab.） - 主演・各務蒼 役 ※桐谷美玲とダブル主演。
- 宇宙で1番ワガママな星（2010年8月1日公開、よしもとクリエイティブ・エージェンシー） - 竹内昇 役
- ガチバンシリーズ（AMGエンタテインメント） - 主演・森紋児 役
  - ガチバン アルティメット（2011年1月8日公開）※窪田正孝とダブル主演。
  - ガチバン アルティメイタム（2011年8月6日公開）※窪田正孝とダブル主演。
  - ガチバン アルティメイタム2（2011年9月10日公開）※窪田正孝とダブル主演。
  - ガチバン スプレマシー（2013年4月13日公開）※窪田正孝とダブル主演。
  - ガチバン スプレマシー2（2013年5月18日公開）※荒井敦史とダブル主演。
  - ガチバン エクスペンデット（2013年10月19日公開）
  - ガチバン クロニクル（2014年3月22日公開）※窪田正孝・荒井敦史とトリプル主演。
- アバター（2011年4月30日公開、太秦） - 山之内均 役
- スイッチを押すとき（2011年9月17日公開、フェイス・トゥ・フェイス / リベロ） - 甲坂直斗 役
- 真・兎 野性の闘牌（2013年7月6日公開、ソリッドフィーチャー） - 主演・武田俊〈兎〉役[9]
- 劇場版 BAD BOYS J 最後に守るもの（2013年11月9日公開、ショウゲート） - 野村豊 役
- 近キョリ恋愛（2014年10月11日公開、東宝映像事業部） - 佐藤咲 役
- 全開の唄（2015年10月3日公開、クラスター） - 主演・只野健一 役[10]
- フラクタル,Blue（2016年8月5日公開、アリスプロジェクト） - 西澤智樹 役
- ハッピーメール（2018年8月25日公開、パル企画） - 山下慎之介 役[11]
- ENEMY WITHIN（2019年4月19日公開） - 西開地重徳 役 ※アメリカ・イギリス公開
- 任侠学園（2019年9月27日公開、エイベックス・ピクチャーズ） - 志村真吉 役[12]
- RUN!-3films- 「ACTOR」（2019年11月2日公開、ムービー・アクト・プロジェクト） - タレント 役
- ミドリムシの夢（2019年11月16日公開、「ミドリムシの夢」製作委員会） - 翔 役[13]
- 高津川（2019年11月29日中国地方先行公開 / 2022年2月11日全国公開、ギグリーボックス） - 椋駿 役
- ツーアウトフルベース（2022年3月25日公開、東映ビデオ） - 青山刑事 役
- 短編映画『逃走あるいは闘争』（2022年5月26日、完成披露プレミア試写会実施） - 謎の青年 篠村 役[14]
- 十一人の賊軍（2024年11月1日公開、東映） - 杉山荘一郎 役[15][16]
- THE RIGHT MAN 正義の男（2025年2月1日公開、映像制作リアン）[17]

### オリジナルビデオ
- 教材ビデオ「まさかの未来」〜TSマークの願い〜（2006年3月、財団法人 日本交通管理技術協会） - 主演・山崎大樹 役
- ガチバンII 最凶決戦（2008年12月26日、AMGエンタテインメント） - 森紋児 役
- ガチバンIII 武闘宣戦（2009年4月17日、AMGエンタテインメント） - 主演・森紋児 役
- スーパーモタード（2009年6月19日、エースデュース） - 主演・内野裕人 役
- ガチバンIV 最狂戦争（2009年7月17日、AMGエンタテインメント） - 主演・森紋児 役
- ガチバンV 竜虎炎上（2009年9月18日、AMGエンタテインメント） - 主演・森紋児 役
- ガチバンVI 野獣降臨（2009年11月20日、AMGエンタテインメント） - 主演・森紋児 役

### 配信ドラマ
- ケータイ恋愛ドラマ 100シーンの恋 Vol.2（2008年5月 - 8月） - 主演（一人3役）
- マノスパイ（2010年1月26日 - 3月30日、TBSネット配信） - 宮田時次郎 役
- 就活戦線異状あり（2010年5月3日 - 31日、LISMO Channel） - 岩城 役
- 虹の向こうへ（2010年11月1日 - 2011年1月31日、BeeTV） - 山本耕太 役
- こいわらい（2010年11月22日 - 26日、NHKワンセグ2） - 庄司哲平 役
- 学園潜入型恋愛ドラマ ハイスクールドライブ 〜目が覚めたら高校生だった〜 第4話 - 最終話（2012年12月4日 - 2013年1月5日、BeeTV） - 水原圭一 役
- UULA恋愛体感シリーズ第二弾 モトカレ「Ep2.妄想オンナの復活愛」（2013年11月13日 - 12月4日、UULA） - 主演・啓太 役[18]
- 今際の国のアリス エピソード4（2020年12月10日、Netflix） - ヤマネ 役
- 取り立て屋ハニーズ（2021年3月26日 - 6月11日、ひかりTV・dTV「ひかりTVチャンネル＋」） - 深瀬真 役
- タクフェス 第10弾『ぴえろ』スピンオフドラマ 第9話 - 第11話、第13話、第19話（2022年9月16日、YouTube・TikTok） - 川村靖（ヤス） 役[19]
- 100万円と壊れた愛（2024年11月27日、Million） - 七海信之 役

### 舞台
- 劇団ゲキハロ 第10回公演 「大正浪漫 ハイカラ探偵王 青いルビー殺人事件」（2011年6月29日 - 7月3日、俳優座劇場） - 烏山小五郎 役[20]
- FREE(S)プロデュース公演 「Letter」（2011年8月31日 - 9月4日、恵比寿・エコー劇場） - 谷山利雄 役
- Honganji（2016年1月20日 - 24日、新歌舞伎座 / 1月29日 - 31日、中日劇場 / 2月17日 - 27日、EX THEATER ROPPONGI） - 啄木鳥 役[21]
- タクフェス第10弾『ぴえろ』（2022年10月7日 - 16日、サンシャイン劇場 / 10月22日、電力ホール / 10月25日、弘前市民会館 / 11月5日、ももちパレス / 11月18日・19日、道新ホール / 11月23日 - 27日、梅田芸術劇場 シアター・ドラマシティ / 12月3日、あしかがフラワーパークプラザ（足利市民プラザ） / 12月9日 - 11日、ウインクあいち（愛知県産業労働センター）） - 主演・川村靖（ヤス） 役 ※宅間孝行とダブル主演。[22]

### バラエティー
- チャンネル☆ロック! スペシャル（2007年6月30日、TBS）
- あなたはどう生きる?映画“イキガミ”公開記念SP（2008年9月29日、TBS）
- 日本史サスペンス劇場 再現ドラマ 新選組（2008年10月15日、日本テレビ） - 沖田総司 役
- チェルシーホテルへようこそ（2009年1月3日、フジテレビ） - 小池おさむ 役
- 中居正広の(生)スーパードラマフェスティバル2009 ザ・プレッシャー!SP（2009年7月6日、フジテレビ）
- チャンネルΣ「今夜11時10分スタート!オトメン・夏～放送直前!恋も笑いも満点大笑いSP」（2009年8月1日、フジテレビ）
- SASUKE2010元日（2010年1月1日、TBS）
- クイズでGo! ローカル線の旅「和歌山・JRきのくに線」（2010年3月19日、NHK総合）
- 奇跡のコラボナビ 飛び出せ!科学くん&ハンマーセッション!（2010年7月10日、TBS）
- GO!GO!青山ステーション～NHK＠キャンパス1周年～（2010年11月27日、NHK Eテレ）
- run for money 逃走中（2011年7月5日、フジテレビ） - 王子 役
- オトナへのトビラTV（2011年7月25日 - 28日、NHK Eテレ） - 司会
- 週末ふらっとデート（2016年12月17日、フジテレビ）
- 痛快TV スカッとジャパン（フジテレビ）
  - 「ウザOL」（2018年4月23日）
  - 《神ボイススカッと》「ワインが落ちて粉々に…驚きの神対応」（2021年7月5日）
  - 《世界に誇れる日本のホテルマン特集【星野リゾート】》「特別なプロポーズにするために…」（2021年11月1日）
  - 〈聞いてください!こんなトコにもマウント女〉「偉い人と繋がってる!人脈マウント女」（2022年1月17日）
- THE突破ファイル File.1「横井庄一」（2019年1月24日、日本テレビ） - 志知幹夫 役
- 沼にハマってきいてみた「“謎解き沼”スペシャル　桜井日奈子主演のドラマで出題！」（2019年9月9日、NHK Eテレ）

### インターネット放送
- アネキとボクのヘルシークッキング!～イケメンたちとかんたんレシピ～（2008年7月・2009年7月、インターネット動画番組）
- ランチボックス（2010年11月26日、NHKワンセグ2）
- 聖エクレール学園～男子部～（2011年6月4日、8月13日・20日、DMM.comライブトーク）
- Junc Tune 大沼遼平×佐野和真×みんな（2013年8月1日 - 2016年3月31日、AmebaStudioプレミアム→アメスタ / 2016年4月29日 - 2019年1月31日、LINE LIVE / 2019年2月27日 - 2020年3月26日、佐野和真公式Instagram ライブ配信）

### ドキュメンタリー
- 世界自転車探検部 アルゼンチンの旅「アルゼンチンの旅 佐野和真」（2014年7月24日、NHK BS1）

### CM
- 増進会出版社 Z会高校コース（テレビCF）
- ネクソン『メイプルストーリー』『テイルズウィーバー』
- 日本ケンタッキーフライドチキン「メッセージ〜クリスマスパック」（2008年11月15日 - ）
- 社団法人自転車協会 BAA 「ブレーキ比較」篇（2009年1月1日 - ）
- AOKI スーツ割引キャンペーン「もてスリム」（2009年2月13日 - ）
- ダイハツ ムーヴ「低燃費」篇（2012年12月21日 - ）
- オリックス銀行「任せる」篇（2015年3月25日 - ） - 若手社員 役

### PV
- スガシカオ「コノユビトマレ」（2008年9月3日）
- D-51「ロード」（2009年2月4日）
- FUNKY MONKEY BABYS「サヨナラじゃない」（2012年11月21日）
- ハジ→「for YOU。」（2013年7月17日）
- UULA 夏うたカバー特集第2弾 URATA NAOYA（AAA）「世界でいちばん熱い夏」（2013年8月15日）
- 東京カランコロン「ヒールに願いを」（2015年1月14日）

## 書籍

### 小説表紙
- 夏目漱石『坊つちやん』（2009年1月25日、SDP Bunko）

### 写真集
- an・an 特別編集「COOL☆BOYS 佐野和真」（2010年9月16日、マガジンハウス）[23]